# Piadina
La piadina o piada és un producte alimentari que consisteix en una fina focaccia de farina de blat, saïm o oli d’oliva, bicarbonat o rent, sal i aigua, que es cuina tradicionalment en una planxa de terracota, anomenada «teglia» (tégia en romanyol) o «testo» (tëst), però actualment es cuina més sovint sobre una planxa de metall o sobre una planxa de pedra refractària. D'origen italià, és típic de les províncies de l'Emília-Romanya (Forlì-Cesena, Ravenna i Rímini). Es tracta, segons les paraules de Giovanni Pascoli, «el pa, de fet, el menjar nacional dels Romanyols»; en realitat, era sobretot per als més pobres.
La piadina forma part de la llista de Productes agroalimentaris tradicionals italians de la regió Emília-Romanya, i posseeix diverses associacions que vigilen l'elaboració, els continguts i els gruixos, com «Associazione per la valorizzazione della Piadina Romagnola», «Associazione per la promozione della Piadina Romagnola» i «Comitato per la valorizzazione della piada riminese com'era i dov'era». Se sol marcar amb unes inicials (IGP) i la seva denominació pot ser Piadina Terre di Romagna i Piada Romagnola di Rimini (la diferència entre elles és el gruix i les dimensions).

## Orígens
Hi ha traces d’aquesta forma de pa des de l'època de l'Antiga Roma. El primer testimoni escrit de la piadina es remunta a l'any 1371, quan en la Descriptio Romandiolae, el cardenal legat Anglico de Grimoard descriu la recepta: «Es fa amb farina de blat amarada d'aigua i condimentada amb sal. També es pot barrejat amb llet i amanir amb una mica de llard de porc». Una antiga forma de piada és també una focaccia feta de farina de gla i altres farines pobres que s’utilitzaven a l'antiguitat a Montefeltro.
La piadina és característica principalment dels Apenins tosco-romanyols, entre Forlì, Cesena i Rimini, difosa també a la zona de Ravenna i la resta de la Romanya, fins al límit amb Montefeltro, a la província de Pesaro i Urbino i de Ferrara, i a la República de San Marino. No es presenta en forma uniforme; per exemple, les piadina forlivese, cesenate i ravennate són més gruixudes, mentre que a la zona de Rimini (alla riminese) tendeixen a estirar-la més fina; la pesarese, anomenada també crescia o crostolo a la província, és fullada i saborosa.

### Etimologia
Piada (localment piê, pièda, pjida, piadeina), d’aquí el diminutiu piadina, prové d’un terme nord-italià piàdena, del llatí medieval plàdena o plàtena, de plathana, al seu torn del grec πλάθανον pláthanon «plat llarg, planxa per coure». La paraula piada està atestada des del segle xvi (Bembo, amb el significat de «placa»).
Una altra hipòtesi consisteix a entrecreuar les semblances amb els termes utilitzats per indicar plats similars en l'àmbit de tots els territoris perifèrics de l'Imperi Romà d'Orient (entre ells també la Romanya). Alguns pensen en l'hebreu פת (pat), que significa «pa» o «porció», terme que existeix també en l'àrab del Talmud babiloni i indica «pa» en general. És fàcil de pensar, en el cas de la piadina, en el pa utilitzat en l'exèrcit romà d'Orient, aquarterat durant segles en la Romanya, al nord de Marques (que comprèn bona part de la província d'Ancona) i a la vall úmbra travessada per la via Flamínia.

## Tipus i preparació
En la Romanya hi ha dos tipus diferents de piadina tradicionals: la piadina romagnola i la piadina romagnola alla riminese, amb un sol reconeixement IGP.

### Piadina romagnola

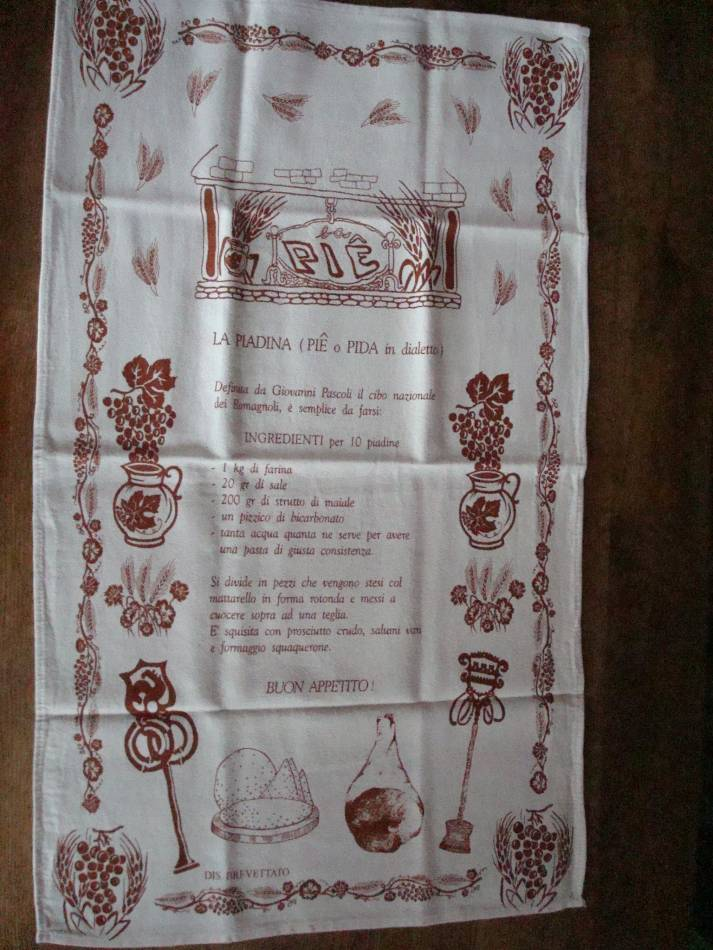
Recepta de la piadina

Tradicionalment (fins a la dècada del 1940) es feia només amb farina de blat, llard de porc, sal i aigua. El gruix era d’1,5-2 cm i el diàmetre superava els 40 cm; les grans dimensions estaven relacionades amb el fet que les famílies estaven formades de mitjana per unes deu persones. No s’utilitzava rent, però s’utilitzava una petita quantitat de rent mare, el mateix que s’utilitzava per al pa. Es cuinava en planxes de terracota (teglia) elaborades per artesans de Montetiffi, que s’obtenien coent en antics forns de llenya una barreja de dues argiles diferents trobades a la zona, que prenien un color marró-grisenc característic.
A partir de la dècada del 1950, la mida i el gruix van disminuir fins a 25-30 cm i 0,5-1 cm respectivament. Es va passar a utilitzar planxes de terracota comunes, fabricades per diversos forns de la zona, però cuinar en terracota només era possible amb foc de feix de rames o sobre una cucina economica (que substituïa la rola), ja que calia que la flama toquès tota la superfície inferior.
A partir de la dècada del 1960, es van començar a cuinar sobre cassoles de ferro colat, de ferro o alumini que, amb una major conductivitat, es podrien utilitzar sobre la flama de gas, cosa que permetia cuinar piadina en qualsevol cuina. També es va introduir un agent llevador, que inicialment era bicarbonat sòdic, i més tard el rent que s’utilitza habitualment per a dolços (a base de pirofosfat sòdic; E450).
Per evitar que es formin bombolles de vapor a l’interior durant la cocció, la piadina es perfora inicialment amb una forquilla en diversos llocs. Si està ben cuita, ha de tenir les característiques taques de color maó i mai negre. Després de la cocció, ha de dispersar durant uns minuts la humitat de l’interior, per tant s’ha de mantenir verticalment ben exposada a l'aire, sovint en bastidors especials de fusta.
La piadina romagnola varia lleugerament d’una zona a l'altra. A les zones de Forlì (piadina forlivese) i Cesena (piadina cesenate) és gruixuda i més gran que la variant d'Imola (piadina imolense, que és gran i petita, tan ampla com una mà oberta).

### Piadina romagnola alla riminese
A la província de Rimini (i a la zona de la província de Pesaro, on també està molt estesa) és típica una piadina molt diferent (piadina romagnola alla riminese), sense rents, molt fina (2-3 mm) i flexible, de manera que es pot plegar sobre si mateixa. Durant la cocció forma bombolles que, al final, deixen els característics «ulls». A diferència de la piadina romagnola (que s’ha d’assecar molt), la piadina romagnola alla riminese ha de conservar una certa humitat interna i, tan bon punt es cou, es serveix o fins i tot s’amuntega.

### Piadina casolana i piadina industrial
La veritable piadina de la Romanya, tant la piadina romagnola com la piadina romagnola alla rimense, es prepara a casa o es pot comprar als característics quioscs on els «piadinare» la cuinen al moment, venent-les soles o farcides, i es poden consumir in situ (però el servei no està inclòs). També hi ha moltes trattories o restaurants locals que la serveixen com a pa.

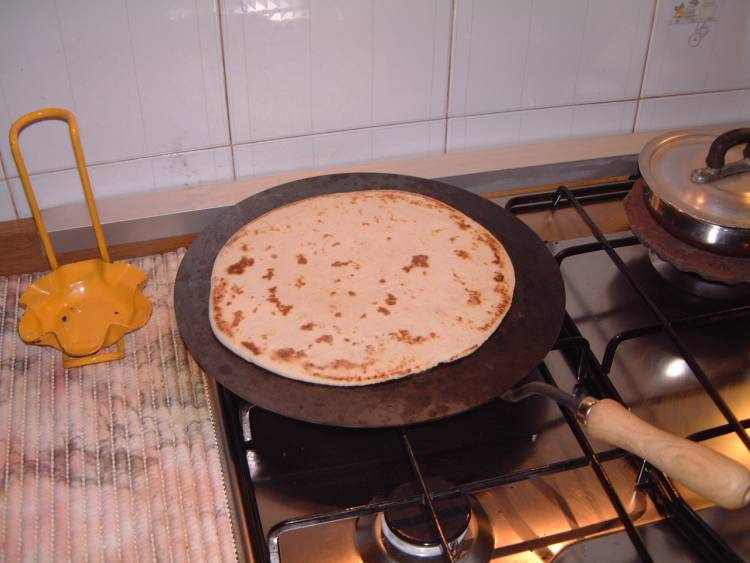
Planxa per a cuinar la piadina
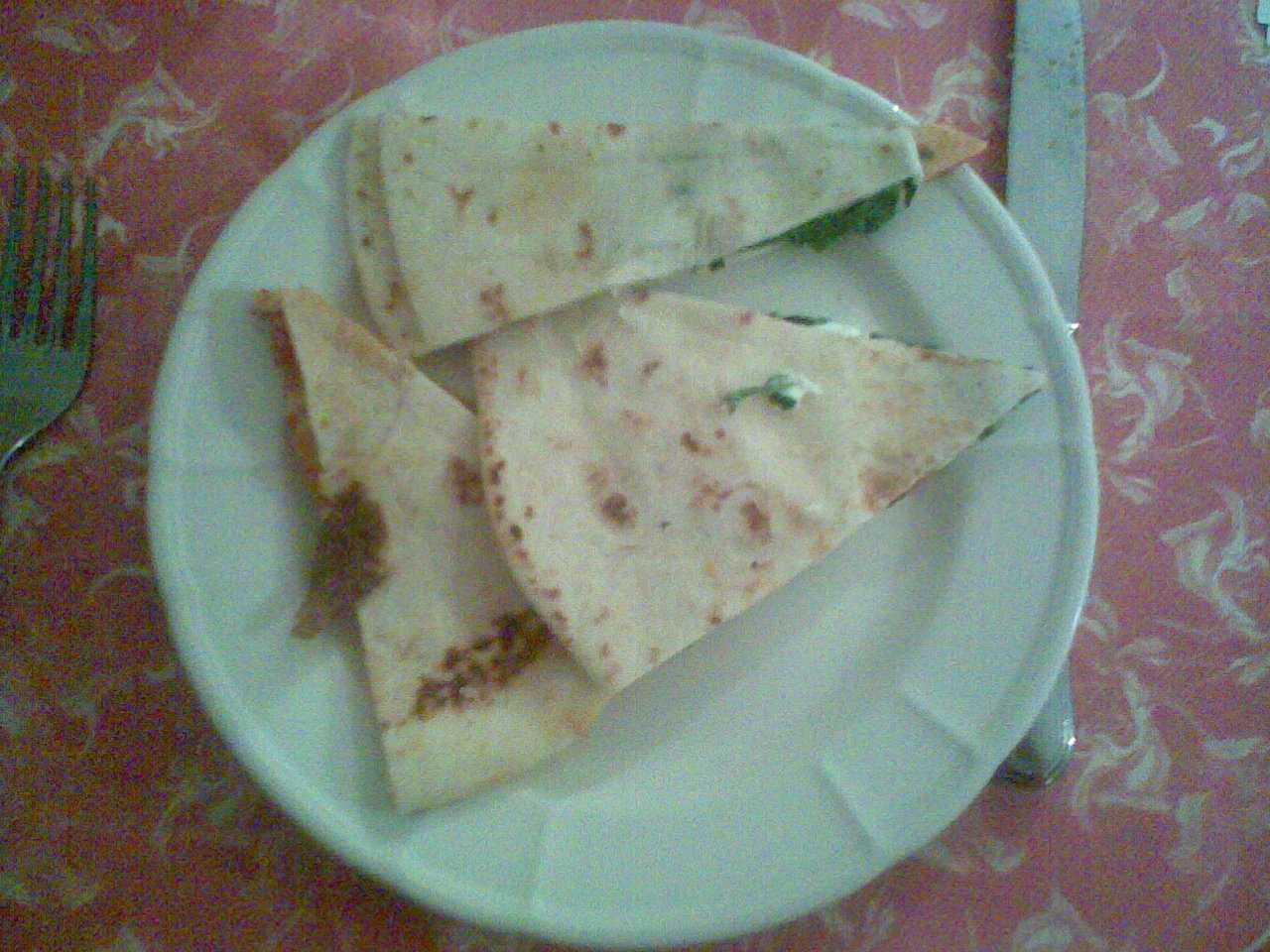
Piadina farcida amb ruca i formatge squacquerone
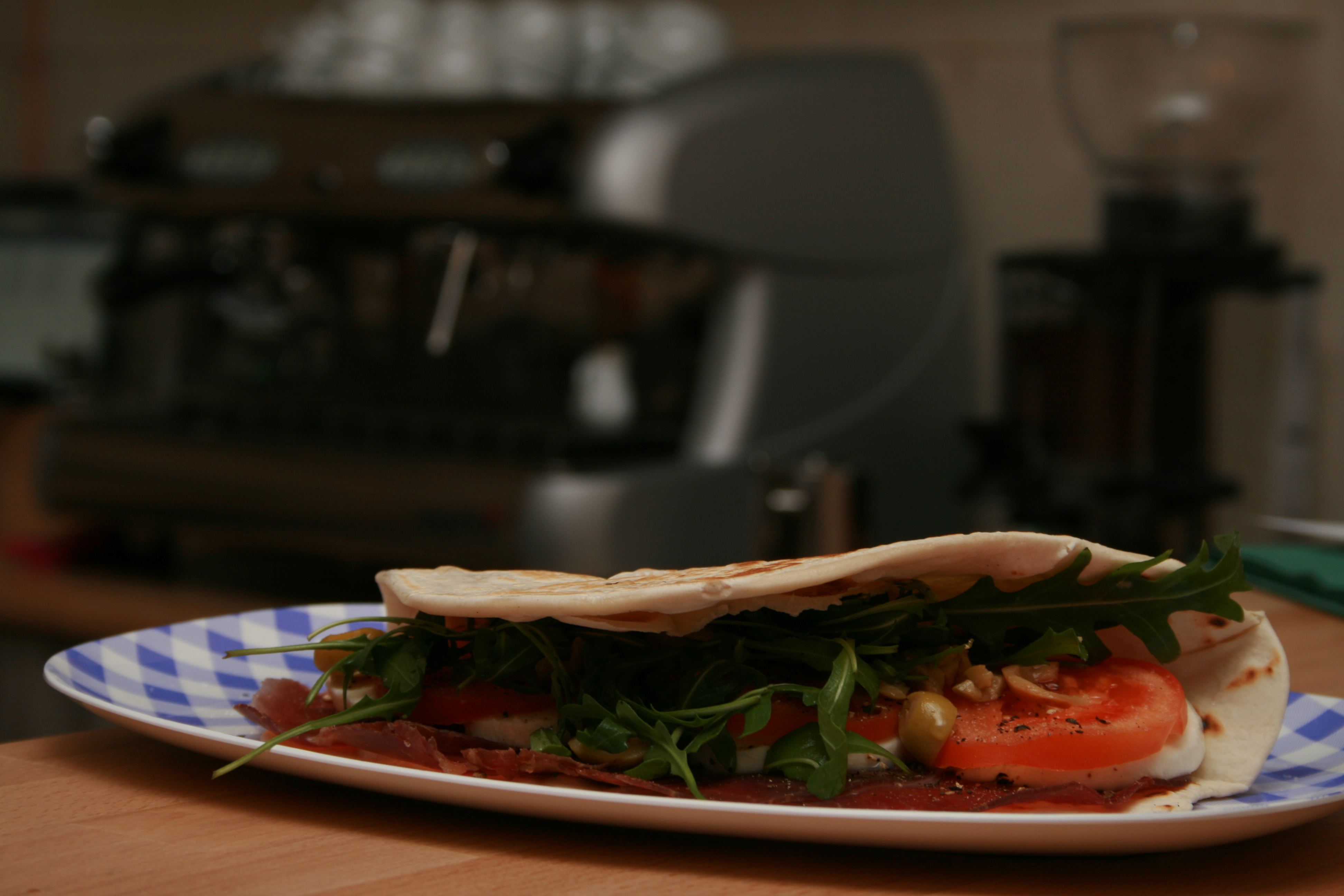
Piadina farcida amb bresaola, mozzarella, tomàquet, ruca i olives
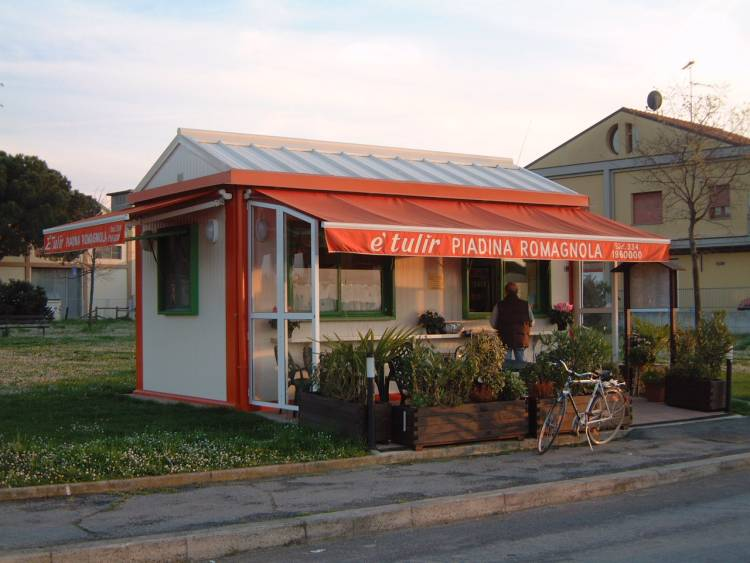
Quiosc de piadina a Cesena, amb el típic color blanc amb bandes verticals vermelles.

A partir de les darreres dècades del segle xx, algunes indústries han comercialitzat imitacions, precuinades i de llarga duració, distribuïdes en supermercats a tot Itàlia; generalment tendeixen semblar-se a la piadina romagnola alla rimense per a una major facilitat d'ús.

## Usos comuns
Es pot menjar com a pa per acompanyar diversos plats durant els àpats principals. A més, farcit de diverses maneres, es presta com a berenar o es menja com a menjar de carrer. Algunes preparacions tenen nombres propis,com pot ser el crescione (cassone o cascione), que és una preparació de la piadina amb espinacs i amb una base de mozzarella i tomàquet amb tires d'embotits.

### Piadina farcida
Tradicionalment es talla en quadretti que normalment són 4 parts, però també poden ser 6 o 8 (si la piada no és molt gran, fins i tot en dues meitats) i es farceix amb embotits (pernil, salami, coppa, coppa di testa), amb formatge squacquerone (adornat amb fulles de ruca i acompanyada de melmelada crua), amb salsitxa a la brasa o a la planxa (sovint acompanyada amb ceba rostida), o amb rodanxes de porchetta.
També es pot farcir amb fines herbes, verdures gratinades, crema gianduja, melmelada o amb Nutella.

### Crescione

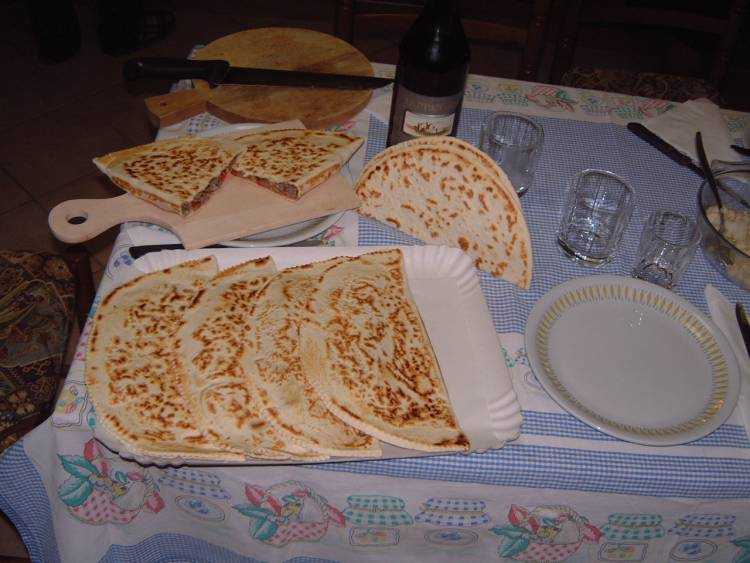
Crescione

El crescione (cassone (a Rimini); calzone (a Imola); carson, casòun o cunsón (a Romanya segons la zona)), és una preparació típica derivada de piadina. La massa és molt més fina (uns 4 mm, sense diferències evidents entre la zona de Rimini i la resta de Romanya).
Abans de coure-la s’omple, es doblega i es tanca en forma de mitja lluna, tancant bé les vores amb pressió. El farciment tradicional és d’herbes silvestres (condimentat amb all, oli, sal i pebre, primer bullit o cru i picat molt finament). Tradicionalment s’utilitzen, recollint-les espontàniament als camps i en zones no cultivades, rosole (rosolaccio), scarpegn (crespigno) i altres.
Més sovint s’utilitzen espinacs, bledes, fulles de remolatxa sucrera (sovint agafades en el cultiu) i xicoira, barrejades de manera diversa.
Altres farcits, no tradicionals, però que s’utilitzen avui en dia, sobretot en quioscos, són: carbassa i patates; patates i salsitxes; fricò (una barreja d'albergínies, carbassons, cebes, pebrots, i tomàquets cuits amb oli d’oliva); mozzarella i tomàquet; i pernil dolç i mozzarella.

### Tortello alla lastra
El tortello alla llastra, forma típica de la Romanya Toscana, es prepara estenent la preparació de la piadina amb el pal de pastar, per a obtenir una massa fina. Aquesta s'omple després amb diferents ingredients, com poden ser les patates cuites i aromatitzades amb ceba, xai, nou moscada, cansalada i sal, o amb fines herbes, ricotta i formatge ratllat. El farciment es distribueix sobre meitat de la massa i es cobreix amb l'altra meitat; amb la rodeta es tanquen els tortelli, dividint-los en formes quadrades de 5 a 10 cm de costat aproximadament. Els tortelli són cuinats després sobre la planxa durant alguns minuts, girant-la quantitat de vegades necessàries.

### Formes recents
Formes recents, i menys difoses, són l'anomenat rollo, preparat amb una piadina fina farcida i enrotllada en si mateixa. Una altra varietat és la piedizza, anomenada així per presentar els farcits estesos sobre una de les seves cares, com una pizza.
Existeix també una altra piadina anomenada fullada (similar a la massa dels pastissos) que resulta més fàcil de fregir, atès que conté una quantitat consistent de greix de porc.

## Difusió
A les ciutats de la Romanya, hi ha una gran quantitat de quioscs on es prepara i es ven la piadina tan aviat com es cou. Estan acolorits en bandes verticals, amb colors estandarditzats per a les diverses ubicacions, amb el blanc com a color base. Tot i ser típica de la Romanya, actualment la piadina és coneguda per tot Itàlia i a l'estranger. El 2013 es van produir 61.000 tones.
En Forlì, amb motiu de la festa de la Mare de Déu del Foc (Madonna del Fuoco), patrona de la ciutat, és tradicional preparar una versió dolça i festiva de la piadina, anomenada piadina della Madonna del Fuoco o pane della Madonna del Fuoco. Els ingredients tradicionals són: farina, llet, sucre, mantega o oli d’oliva verge extra, rent de cervesa, i (particularment) anís.
La piadina fins i tot ha trobat el seu camí a l'espai, menjada per un cosmonauta rus com a part d'un experiment de dieta mediterrània a l'Estació Espacial Internacional: «Deliciós amb farciment
o fins i tot servit pla.Si encara no ho has endevinat, parlo de la piadina».
Segons Giovanni Pascoli, «Res no parla més de Romagna que aquest pa nostre ... és un símbol que parla de devoció per la nostra terra».

## Denominació d’Indicació Geogràfica Protegida (IGP)
Amb el Reglament 1174, de 24 d’octubre de 2014, publicat el 4 de novembre de 2014 al Diari Oficial de la Unió Europea (DOCE), es va registrar la piadina romagnola / piada romagnola (i també la variant alla Riminese) com a indicació geogràfica protegida , amb àmbit territorial entre les províncies de Rimini, Forlì-Cesena, Ravenna i Bolonya fins al riu Sillaro, tal com es testimonia a l'especificació que n'estableix les característiques.
El símbol IGP està representat per la imatge estilitzada d’un gall i una espiga de blat.

## Poemes i cançons sobre la piadina
- La Piada, de Giovanni Pascoli
- La Piè (Il pane dei poveri), de Marino Moretti
- Burdèla campagnola, cançó en dialecte romanyol de Secondo Casadei i Raoul Casadei dedicada a la piadina: «... oh bèla fiola, zira la pida, st'atenti che l'an's brousa, la pida rumagnola...».
- «La piê» també és el nom de la revista cultural fundada per Aldo Spallicci el desembre de 1919. Encara existeix en l'actualitat i és considerada la revista més prestigiosa de la cultura de Romanya.
- La cançó Freak de Samuele Bersani del 1994 conté el vers: «Hai più pensato a quel progetto di esportare la piadina romagnola?»